# زنبق لودویگ
زنبق لودویگ (نام علمی: Iris ludwigii) نام یک گونه از سرده زنبق است.